# Christoffer Pauli Rose
Christoffer Pauli Rose (10. oktober 1723 – 30. oktober 1784) var en dansk skuespiller.
Christoffer Pauli Rose fødtes i København, hvor hans forældre levede i jævne borgerkår; de holdt ham til bogen, og 1744 blev han student, snart efter (8. august 1746) giftede han sig med Gertrud Lemvig -- en ungdomsforbindelse, der ikke blev ham til lykke --, og måske var det lige så meget pengetrang som kunstnerkald, der drev ham til som en af de første at melde sig hos Carl August Thielo, da denne 1747 forberedte skuepladsens genåbning.

## Skuespillet
Det være med anledningen, som det være vil, Rose viste hurtig, at han besad gnisten, og da de danske aktører indviede deres nye hjem i Det Kongelige Teater på Kongens Nytorv, stod han i øverste gageklasse; måske var det også ham, der 18. december 1748 fremsagde prologen, i hvert fald spillede han med i åbningsstykkerne: i Dobleren som Valerius og i De tre Rivaler som Marquis Lisimon.
Rose begyndte, som disse roller viser, sin teaterbane som elsker, først i komedien, senere i det rørende skuespil, og gled gennem den heroiske tragedie lidt efter lidt over til de værdige fædre og anstandsrollerne. Som lystspilelsker stod han fuldkommenheden nær: hans ansigt var ikke blot smukt af form og træk, men dets udtryk var, takket være hans fyrige øjne og elskværdige smil, ungt og lyst, hans gang var naturlig og let, hans holdning fri og kæk, og hans stemmes bløde mandighed gav ordene varme og pålidelighed.
Temmelig tidlig vendte Rose sig dog fra de Heibergske Leandre og andre komedieelskere til det rørende skuespil, hvor han i roller som titelrollen i Beverley og Tellheim i Minna von Barnhelm fejrede store triumfer ved den lykkelige forening af mandighed og følsomhed, af inderlighed og værdighed, han besad, og han stræbte gennem mange, det virkelige liv aflurede småtræk i minespil og stemmeovergange at give sin udførelse af disse figurer en skarpere karakteristik.
Trods sin anstand var Rose udpræget borgerlig i sin fremtræden som i sit temperament; derfor lykkedes de egentlige helteroller ham ikke, skønt han havde ikke få betingelser for dem: han deklamerede vel hyppig smukt og klangfuldt, men lige så hyppig stift og monotont eller svulstig og affekteret, hans holdning blev let, især da hans legeme med årene tiltog i fyldighed, opblæst i stedet for imponerende, og hans ansigt magtede ikke, eftersom dets fedme udviskede dets små træk, at afspejle stærke sindsbevægelser, og dog, trods alle sine mangler, kunne Rose, når han kom i ånde -- men det skete ikke hver aften --, illudere selv så kritisk en tilskuer som Peder Rosenstand-Goiske.
I den sidste del af sit teaterliv fandt Rose i en række myndige fædre og kloge verdensmænd den sanddru og naturlige Samtaletone.

## Familieliv
Rose var ikke lykkelig i sit liv uden for scenen, hans hustru gjorde ham hjemmet lidet tillokkende, og han søgte sig derfor alle hånde erstatning uden for det -- hans levned var, efter Ludvig Holbergs ord, "en Kjæde af Uordentligheder" --, men da prøvelsens stund ved hans datter Mette Marie Roses bortførelse var inde, bestod han den som en ærekær mand, og Knud Lyne Rahbek kunne derfor med god grund sætte Roses portræt foran sine Breve fra en gammel Skuespiller (1782), der sigtede til at hæve skuespillerstanden i så vel social som kunstnerisk henseende.
Efter sin første hustrus død (oktober 1775) ægtede Rose 1779 Elisabeth Cathrine Amalie Rose (født Bøttger), der hyppig havde været hans elskerinde på scenen, og til hvem han allerede i nogle år havde stået i forhold. Rose, der siden 1778 havde været instruktør mere af navn end af gavn, optrådte sidste Gang 23. september 1784 som Melac Fader i De to Venner og døde 30. oktober samme år; 6. december samme år gav det Kongelige Teater efter skuespillernes initiativ en mindefest for ham.